# Resolution 1249 des UN-Sicherheitsrates
Die Resolution 1249 des UN-Sicherheitsrates war eine Resolution, die der Sicherheitsrat der Vereinten Nationen am 25. Juni 1999 auf seiner 4017. Sitzung angenommen hat. China enthielt sich bei der Abstimmung. 
Auf dieser Sitzung beriet der Sicherheitsrat den Aufnahmeantrag Naurus. Mit der Annahme der Resolution empfahl das Gremium der Generalversammlung der Vereinten Nationen die Aufnahme Naurus.
Nach dem Beschluss der Generalversammlung wurde Nauru am 14. September 1999 als Mitgliedstaat in die Vereinten Nationen aufgenommen.